# Gran Premio de Marruecos
El Gran Premio de Marruecos fue una competencia de automovilismo celebrada en dicho país por primera vez en 1925. La última edición, en 1958, fue válida para el campeonato mundial automovilístico de Fórmula 1.
Entre 1925 y 1934 se celebraron ocho edición de esta competencia, todas con automóviles de turismo. En 1954 se volvió a disputar pero con deportivos, y en 1957 pasó a ser para monoplazas de Fórmula 1, pero ese año fuera del campeonato mundial.
En 1958, Marruecos fue parte por primera y única vez del calendario del mundial de F1. Estuvo presente el recién coronado Rey Mohammed V.
Stirling Moss y Mike Hawthorn llegaron a Marruecos para el último evento de esa temporada. Moss debía ganar y hacer la vuelta más rápida mientras que Hawthorn no podía llegar sino en el tercer lugar para que Moss se llevara el campeonato. Participaron en esa carrera 25 vehículos. Moss tomó la delantera al inicio. Phil Hill desde la segunda fila tomó el segundo puesto e intentó en varias ocasiones superar a Moss. En la tercera vuelta se salió del circuito y al regresar estaba detrás de Hawthorn y el sueco Jo Bonnier. Hacia la mitad de la competencia, Moss hizo la vuelta más rápida, lo que le valdría un punto adicional que tanto necesitaba. Hacia la vuelta 42 el vehículo de Stuart Lewis-Evans se incendió. El piloto salió rápidamente del vehículo pero su uniforme alcanzó a incendiarse y el piloto sufrió graves quemaduras que lo hicieron perecer seis días más tarde. Finalmente, A pesar de la victoria de Moss, Mike Hawthorn logró el segundo puesto y el Campeonato de ese año. Pocos días después, Hawthorn perecería en un accidente automovilístico fuera de las competencias.

## Ganadores
- Los eventos que no han formado parte del Campeonato Mundial de Fórmula 1 están señalados con un fondo en color rosado.

| Año         | Piloto               | Constructor   | Categoría     | Circuito      | Resultados    |
| ----------- | -------------------- | ------------- | ------------- | ------------- | ------------- |
| 1925        | Comte de Vaugelas    | Delage        | Turismos      | Casablanca    |               |
| 1926        | R. Meyerl            | Bugatti       | Turismos      | Casablanca    |               |
| 1927        | G. Roll              | Georges Irat  | Turismos      | Casablanca    |               |
| 1928        | E. Meyer             | Bugatti       | Turismos      | Casablanca    |               |
| 1929        | No se disputó        | No se disputó | No se disputó | No se disputó | No se disputó |
| 1930        | Charles Bénitah      | Amilcar       | Turismos      | Anfa          |               |
| 1931        | Stanisław Czaykowski | Bugatti       | Turismos      | Anfa          |               |
| 1932        | Marcel Lehoux        | Bugatti       | Turismos      | Anfa          |               |
| 1933        | No se disputó        | No se disputó | No se disputó | No se disputó | No se disputó |
| 1934        | Louis Chiron         | Alfa Romeo    | Turismos      | Anfa          |               |
| 1935 – 1953 | No se disputó        | No se disputó | No se disputó | No se disputó | No se disputó |
| 1954        | Giuseppe Farina      | Ferrari       | Deportivos    | Agadir        |               |
| 1955        | Mike Sparken         | Ferrari       | Deportivos    | Agadir        |               |
| 1956        | Maurice Trintignant  | Ferrari       | Deportivos    | Agadir        |               |
| 1957        | Jean Behra           | Maserati      | Fórmula 1     | Ain-Diab      | Resultados    |
| 1958        | Stirling Moss        | Vanwall       | Fórmula 1     | Ain-Diab      | Resultados    |